# Bartłomiej Kielar
Bartas (właśc. Bartłomiej Maciej Kielar, ur. 3 stycznia 1981 w Pile) – polski wokalista, członek zespołu Verba. 

## Życiorys
Od najmłodszych lat gra na instrumentach klawiszowych. W 1996 ukończył Szkołę Podstawową nr 5 im. Dzieci Polskich w Pile. Zaprzyjaźnił się z Ignacym Ereńskim już w szkole podstawowej, gdzie uczęszczali do tej samej klasy. Po jej ukończeniu, rozwijali wspólne zainteresowania, m.in. zamiłowanie do muzyki, dlatego już bardzo wcześnie (jako 16-latkowie) stworzyli grupę muzyczną. Mówią, że gdyby nie twórczość muzyczna, zostaliby najprawdopodobniej architektami.
Występował wspólnie z Ignacem i Tylasem w grupie Squad Centralny, której był producentem. Po opuszczeniu zespołu przez Tylasa i Wiktora, przekształcił się on w duet Verba, który istnieje do dziś. W 2012 roku Ignacy odszedł z zespołu a na jego miejsce pojawił się Przemysław Malita, znany jako Malit.
Verba była nominowana do Eska Music Awards 2006 w kategoriach: Album Roku, Zespół Roku oraz Debiut Roku, w której zwyciężył. Album „Dwudziesty pierwszy listopada” wygrał w plebiscycie telewizyjnym SuperJedynek 2006 w kategorii płyta hiphopowa. Zespół jest również laureatem Bravoory 2006 i Mikrofonów Popcornu 2006.